# Julio Heber Acuña
Julio Heber Acuña Alegre (Lascano, Rocha, 11 de diciembre de 1954) es un exfutbolista  y exentrenador uruguayo. Jugaba de portero y militó en diversos clubes de Uruguay y Chile. Es plenamente identificado con el Cobresal de Chile, equipo donde estuvo como jugador y como entrenador. Además, formó parte de la selección uruguaya, que se coronó campeón de la Copa América de 1983 (cuyo torneo se disputó sin sede fija). Respecto de clubes, con el Cobresal fue campeón de la Copa Chile en la temporada 1987, ganándole la final al Colo Colo por 2 - 0

## Clubes
| Club                 | País    | Año       |
| -------------------- | ------- | --------- |
| Montevideo Wanderers | Uruguay | 1980-1982 |
| Defensor Sporting    | Uruguay | 1983-1984 |
| Cobresal             | Chile   | 1984-1992 |
| Racing de Montevideo | Uruguay | 1993-1995 |